# B'z
B'z (ビーズ, bizu) é uma popular banda japonesa de rock formada por Koshi Inaba (vocalista e letrista) e Tak Matsumoto (guitarrista, líder e compositor). Iniciada em 1988, B'z tornou-se uma das mais bem-sucedidas bandas do Japão, sendo um dos grupos que mais vendeu discos no país, segundo a Oricon.
A banda no início lançou álbuns de músicas pop cheias de efeitos de sintetizadores, contando com menos trabalhos na guitarra de Tak do que atualmente. Conforme o tempo foi passando, a banda adotou uma sonoridade cada vez mais agressiva, passando para o pop rock e hard rock que os caracteriza hoje. Após 20 anos de considerável sucesso, B'z pôde integrar a Calçada da Fama do Rock em Hollywood, por indicação de Steve Vai.

## História

### Começo da carreira

Logotipo da banda

Em meados da década de 1980, após uma carreira de relativo sucesso em várias bandas no Japão, incluindo a famosa TM Network, Tak Matsumoto tentou lançar-se em uma carreira solo. Entretanto, nessa época discos de guitarra solo não eram muito populares. Embora seu primeiro álbum solo, Thousand Wave, tenha sido bem recebido, Tak não ganhou o mesmo retorno esperado da época em que ainda estava no TM Network. Isso mudou graças a um concurso de talentos em 1987, em que estava presente Koshi Inaba, um jovem professor de matemática aspirante a músico do distrito de Okayama.
Koshi Inaba tinha gravado uma fita demo para vender as gravadoras e tinha entrado no concurso de talentos que Tak apenas tinha ido sem nenhum compromisso. Inaba tinha tocado diversos instrumentos, mas Tak ficou muito impressionado com sua voz e seu alcance vocal. Tak e Inaba se conheceram após o show e decidiram tentar gravar uma fita demo juntos. Eles decidiram gravar Let it Be dos Beatles, e o gravaram acusticamente, com Tak na guitarra e Inaba no vocal. Apesar de não ter feito sucesso, isso fez os dois pensarem que tocando juntos seria proveitoso para ambos. Nasce o B'z, e os dois jovens foram procurar uma editora, e assinaram um contrato com a BMG Japan no início de 1988.
A banda lançou seu primeiro álbum, B'z, no final de 1988, e seu primeiro single, "Dakara Sono Te wo Hanashite", vendeu um bom número de cópias. Off the Lock e Bad Communication, um mini-álbum, foram lançados em 1989. O single seguinte, "Kimi no Kakade Odoritai", vendeu bem e estabeleceu B'z no cenário musical japonês. Em 1990 o single "Taiyou no Komachi" se esgotou junto com o álbum Break Through. Desde então, todos os singles dos B'z tem alcançado o primeiro lugar nas vendas do mercado fonográfico japonês (Oricon)
Risky foi lançado no final de 1990. "Easy Come Easy Go" foi o maior single para época, e quando chegou a hora para o Risky Tour no início de 1991, eles encheram todos os estádios por todo o Japão, todos com venda de ingressos esgotada.
In The Life foi lançado em 1991, e teve um single chamado "Alone", uma balada. "Mou Ichidou Kiss Shitakatta" foi uma música que nunca foi lançada em single, mas tornou-se muito popular.
Em 1992, com o lançamento de Run, um álbum mais agressivo e hard rock, o som da banda passou do pop rock e pendendo cada vez mais para o hard rock.
No final de 1992, a banda lançou um mini-álbum chamado Friends. O estilo do CD era completamente diferente de tudo que se previa, sendo mais influenciado pelo Jazz e um pouco mais leve.
Após a turnê Run, o B'z embarcou na gravação do seu sétimo álbum de estúdio cuja gravação consumiu 7 meses e resultou em The 7th Blues, um álbum duplo que mesclava blues rock com o pop/hard rock característico da banda. Koshi também mostrou um tom mais agressivo nas letras de músicas como "Don't Leave Me", "Jap The Ripper" e "Sweet Lil' Devil". O álbum também tem baladas como "Akai Kawa", "Haru".
Depois de outra turnê de sucesso, a banda começou a gravar Loose, um retorno a influência pop do passado, mas conservando o som hard rock.
Em março de 1996 surge mais um single "duplo": "Mienai Chikara- Invisible One / MOVE " e em seguida saem em mais uma turnê "LiveGym '96 - Spirit Loose". Em maio lançam o primeiro single cujas letras são todas em inglês: "Real Things Shakes". As gravações foram realizadas totalmente em Los Angeles e foi produzido por Andy Jones. Depois de terminadas as turnês, eles se fecharam nos estúdios novamente para se concentrarem na finalização de seu próximo álbum.
No final de novembro, eles lançam o mais aguardado mini-álbum "Friends II", cujas canções são orientadas ao Jazz, mostrando mais uma vez a complexidade e variedade musical do B'z.
Enquanto as vendas de Loose aumentavam, eles começaram a produzir mais um novo álbum. Em 1997 foi lançado Survive, no qual Tak toca baixo pela primeira vez.
Em 1998, os B'z lançam Pleasure e Treasure, uma coleção de seus grandes hits que venderam juntas quase 10 milhões de cópias.
Em 1999, os B'z gravam uma música chamada Asian Sky com o guitarrista norte-americano Steve Vai, a música foi lançada apenas no álbum de Steve Vai chamado The Ultra Zone, nesse ano eles também lançam o seu décimo álbum intitulado de Brotherhood. 1999 foi um ano marcante para o guitarrista Tak Matsumoto, pois ele foi o quinto guitarrista do mundo e o primeiro guitarrista japonês a ganhar um modelo próprio da guitarra Gibson Les Paul batizada de "Tak Matsumoto Les Paul".
Em 2000 eles produzem os singles "May" e "Konya Tsuki no Mieru Oka ni", "Ring" e "Juice" que tornam-se grandes sucessos. No final de 2000 é lançado o álbum Eleven.
Em 2001 saem os singles "Gold" e "Ultra Soul" e o álbum Ballads só com as baladas românticas.
Em 2002 é lançado o single "Atsuki Kodou no Hate" e o álbum Green. Em julho, B'z divide o palco com a banda americana Aerosmith no encerramento da Copa do Mundo FIFA de 2002 na Coreia do Sul e no Japão.
Em 2003 eles lançaram os singles "It's Showtime!!" e "Yasei no Energy". Em comemoração aos quinze anos da banda são relançados antigos singles em versão luxo e se inicia a turnê The Final Pleasure que inclui shows no Estados Unidos e Canadá e em 17 de setembro foi lançado o décimo terceiro álbum da banda, Big Machine.
Em 2004 os B'z anuncia uma parada de um ano, onde todas as turnês e outras atividades foram suspensas. Tak e Koshi focariam em atividades solo este ano.
Apesar de estarem em pausa, os B'z ainda chegam a lançar dois singles, "Banzai" e "Arigato", e lançam o DVD do show que ocorreu no meio de um tufão e que foi batizado como: "Typhoon Nº 15". 171.000 cópias foram vendidas na primeira semana e levou o video ao topo da Oricon mais uma vez.
Em 2004 Koshi lança o single "Wonderland" e o seu terceiro álbum solo Piece of Mind, com participação de Stevie Salas, e também o seu primeiro DVD "Inaba Koshi LIVE 2004 ~en~".
O projeto solo de Tak, chamado de "Tak Matsumoto Group (TMG)", lançou seu primeiro single: "Oh Japan~ Our Time is Now" e seu primeiro álbum: TMG I" e conta com a colaboração internacional de Eric Martin (Mr.Big) no vocal, Jack Blades (ex-Night Ranger e Damn Yankess no baixo e Brian Tischy (ex-Slash's Snakepit) na bateria. Ao vivo, as baquetas iriam ao Cindy Blackman (ex-Lenny Krevitz) e Chris Frazier, ex-Steve Vai). Em 2004 Tak também lança o álbum House Of Strings junto com a orquestra de Tóquio "Tokyo capital symphony orchestra"
Em 2005 Os B'z voltam com o lançamento dos singles "Ai no Bakudan" e "Ocean", juntamente com o décimo quarto álbum The Circle, depois iniciam a turnê B'z LIVE-GYM 2005 "CIRCLE OF ROCK" e por último lançam a coletânea B'z The Best "Pleasure II"
Em 2006 B'z lança os singles "Shodo", "SPLASH" e "Yuruginaimono Hitotsu", junto com álbum Monster, também realizam o Live "B'z LIVE-GYM 2006 "MONSTER'S GARAGE", e logo após lançam o DVD desse Live.
Em 2007 Lançam os singles "Eien no Tsubasa" e "SUPER LOVE SONG" e o álbum Action.
Em 2008 B'z comemorou 20 anos de carreira, e para comemorar, em fevereiro eles lançaram o seu oitavo DVD "B'z LIVE IN NAMBA", e o 45° single "BURN: Fumetsu no Face". A dupla também lançou no segundo semestre do ano duas novas coletâneas: B'z The Best "Ultra Pleasure" e B'z The Best "Ultra Treasure".
A primeira coletânea, B'z The Best "Ultra Pleasure", tem 2 CDs e saiu dia 18 de junho. Os discos intitulados "The First RUN" e "The Second RUN" incluem músicas desde o começo da carreira da banda até o momento do lançamento do álbum, num total de trinta faixas, incluindo  como "ALONE", "Negai", "Girigiri chop" e "BANZAI". O álbum também acompanha um DVD com10 vídeos de performances ao vivo da banda entre 1992 e 2005. Algumas versões de músicas também estarão inclusas, tais como "BAD COMMUNICATION -ULTRA Pleasure Style-" e "Pleasure 2008 -jinsei no kairaku-".
A segunda coletânea, B'z The Best "Ultra Treasure", saiu dia 17 de setembro e também tem 30 faixas. Neste álbum foram os fãs do B'z que decidiram que músicas seriam incluídas. O processo de seleção para o álbum aconteceu entre os dias 22 de abril e 30 de junho em um site especial da dupla. Os fãs podiam fazer três escolhas de músicas. Esta coletânea também acompanhou um DVD que contém um Show do B'z de 2007 intitulado de "B'z ShowCase 2007 - 19 - at Zepp Tokyo".
B'z também realizou este ano uma mega turnê, em comemoração de seu vigésimo aniversário "B'z LIVE-GYM PLEASURE "Glory Days" 2008".
Em 2009, o primeiro lançamento da banda foi o DVD "B'z Live-Gym Pleasure 2008 -Glory Days-", o DVD possui filmagem do último show da turné no "Nissan Satdium", que encerrou as comemorações de 20 anos de carreira da banda.
No dia 5 de agosto o B'z lançaram um novo single intitulado "Ichibuto Zenbu/DIVE". O single, o primeiro de 2009 da dupla, continha a música-tema do programa de televisão Fuji "Buzzer Beat ~gakeppuchi no Hero~", Ichibuto Zenbu, e também a canção-tema do comercial de SUZUKI SWIFT, DIVE, além da terceira faixa National Holiday, anteriormente usada como a SE de encerramento dos shows da turnê de 2008 B'z LIVE-GYM 2008"ACTION".
Em outra nota, o single também contou com músicos ocidentais bastante conhecidos no processo de gravação: Chad Smith (do Red Hot Chili Peppers) na bateria e Juan Alderete (do vencedor do Grammy The Mars Volta) no baixo.
Seguindo o lançamento do bem sucedido single "Ichibuto zenbu/DIVE", que permaneceu no top 5 do ranking Oricon após quase um mês desde seu lançamento, o B'z lançou um novo single no dia 14 de outubro. "MY LONELY TOWN", como o single foi chamado, já era conhecida de vários fãs japoneses da dupla, visto que já havia sido tocada na turnê B'z SHOWCASE 2009 -B'z In Your Town e também durante as suas apresentações no popular festival de rock SUMMER SONIC '09 em agosto.
O single, além da faixa principal, tinha também outras duas músicas: a b-side Kirei na namida e uma versão balada de Ichibu to zenbu, usada como tema do drama da V Fuji "Buzzer Beat ~gakeppucchi no Hero~"; curiosamente, a versão original da canção também foi usada como tema do mesmo drama. Por fim, uma versão limitada do single também foi lançado a venda, contendo um DVD com o PV de MY LONELY TOWN; esta havia sido a primeira vez que o B'z lança um clipe junto de seus CDs.
Ambos os últimos singles figuraram no novo e último álbum de estúdio da banda, Magic, que foi lançado em 18 de novembro de 2009.
Como já era esperado, o álbum alcançou ótimo êxito, pois começou já na 1ª colocação no ranking de álbuns da Oricon vendendo inicialmente cerca de 341.000 cópias, como também acabou se tornando o álbum mais vendido do mundo na primeira semana em que foi lançado. A RIAJ certificou o álbum como platina-duplo ao alcançar a marca de 500.000 cópias vendidas.
Para promover o álbum, o B'z realizaram uma longa turnê chamada de B'z LIVE-GYM 2010 "Ain't No Magic". Com 19 datas por todo o Japão, misturando shows em halls em cinco cidades e também apresentações em domes de Fukuoka, Nagoya e Osaka, a turnê terminou com quatro shows no grande e famoso Tokyo Dome no começo de março de 2010.
Logo após o término da turnê, os B'z resolveram fazer uma pequena pausa para se dedicarem totalmente as seus respectivos projetos solo. Koshi foi o primeiro a lançar trabalhos individuais quando foi anunciado como vocalista convidado de uma das músicas do mais recente álbum de Slash, lendário ex-guitarrista do Guns 'n Roses e atual membro do Velvet Revolver.
A música recebeu o nome de Sahara e foi lançada como single no Japão para promover o mais novo álbum do guitarrista, lançado como parte da série "Slash & Friends". A data de lançamento foi marcada para o dia 11 de novembro de 2009.
Uma versão de Paradise City, clássico do Guns 'n Roses, com a participação de Fergie (do grupo Black Eyed Peas) e do grupo de hip-hop Cypress Hill, também faz parte do CD.
O álbum de Slash que chegou às lojas entre fevereiro e março de 2010, teve diversos outros vocalistas convidados para o disco, como Chris Cornell (ex-Audioslave e Soundgarden), Mr. Shadows, do Avenged Sevelfold, e o famoso Ozzy Osbourne. O disco foi produzido por Eric Valentine, que já trabalhou com Good Charlotte e Queens of the Stone Age.
Pouco tempo depois, foi a vez de Tak anunciar seu mais novo projeto solo, que se deu no lançamento do álbum de Jazz/Blues instrumental TAKE YOUR PICK, que foi lançado no dia 2 de junho de 2010 no Japão e dia 15 do mesmo mês nos Estados Unidos e na Europa. O álbum foi criado em parceria juntamente com o guitarrista americano de Jazz Larry Carlton, que estabilizou-se como um dos principais músicos durante os anos 1970 e 80, com aparições em álbuns de artistas como Billy Joel, Michael Jackson e Steely Dan.
A dupla escreveu e compôs as músicas para o álbum, incluindo Tokyo Night, East West Stroll e Nite Crawler 2010. Eles também deram início a uma turnê pelo Japão intitulada "Larry Carlton & Tak Matsumoto LIVE 2010 "TAKE YOUR PICK", que começou no dia 12 de junho em Yokohama e foi concluída em 3 de julho em Tokyo. A turnê apresentou músicos como Michael Rhodes, John Ferraro e Billy Steinway ao lado de Matsumoto e Carlton.
Logo após Koshi resolve dar as caras novamente e lançou seu mais novo single, Okay, em 23 de junho. Ao longo dos anos, Koshi também estabeleceu uma carreira solo de sucesso, o lançamento de Okay foi o primeiro single solo de Inaba em seis anos e destinou-se a ser "a música perfeita para o verão". O single também tem no lado b as faixas Salvation e My Mirai, com todas as músicas e composições feitas por Inaba. O single contou com o guitarrista Stevie Salas, que já colaborou com Inaba no seu álbum solo, Peace Of Mind, e com o baterista suporte do B'z, Shane Gaalaas.
O single foi lançado nos formatos CD e CD+DVD, com ambas as edições incluindo as três faixas já citadas. O DVD também contém o PV de Okay, que foi filmado em White Sands, no Novo México. Inaba também iniciou uma turnê nacional intitulada "Koshi Inaba LIVE 2010 ~en II~" que começou em 21 de agosto em Shizuoka e se encerrou em 28 de outubro em Nagoya.
Em Dezembro de 2015, o B'z foi superado pelo grupo idol japonês AKB48 em recorde de vendas de singles.

## Discografia

### Álbuns
- B'z, 1988
- OFF THE LOCK, 1989
- BREAK THROUGH, 1990
- RISKY, 1990
- IN THE LIFE, 1991
- RUN, 1992
- The 7th Blues, 1994
- LOOSE, 1995
- SURVIVE, 1997
- Brotherhood, 1999
- ELEVEN, 2000
- GREEN, 2002
- BIG MACHINE, 2003
- THE CIRCLE, 2005
- MONSTER, 2006
- ACTION, 2007
- MAGIC, 2009
- C'mon, 2011
- Epic Day, 2015
- Dinosaur, 2017
- New Love, 2019

### Singles
- だからその手を離して, 1988
- 君の中で踊りたい, 1989
- LADY-GO-ROUND, 1990
- BE THERE, 1990
- 太陽のKomachi Angel, 1990
- Easy Come, Easy Go!, 1990
- 愛しい人よ"Good Night…, 1990
- LADY NAVIGATION, 1991
- ALONE, 1991
- BLOWIN', 1992
- ZERO, 1992
- 愛のままにわがままに 僕は君だけを傷つけない, 1993
- 裸足の女神, 1993
- Don't Leave Me, 1994
- MOTEL, 1994
- ねがい, 1995
- love me, I love you, 1995
- LOVE PHANTOM, 1995
- ミエナイチカラ ～INVISIBLE ONE～/MOVE, 1996
- Real Thing Shakes, 1996
- FIREBALL, 1997
- Calling, 1997
- Liar! Liar!, 1997
- さまよえる蒼い弾丸, 1998
- HOME, 1998
- ギリギリchop, 1999
- 今夜月の見える丘に, 2000
- maio, 2000
- juice, 2000
- RING, 2000
- ultra soul, 2001
- GOLD, 2001
- 熱き鼓動の果て, 2002
- IT'S SHOWTIME!!, 2003
- 野性のENERGY, 2003
- BANZAI, 2004
- ARIGATO, 2004
- 愛のバクダン, 2005
- OCEAN, 2005
- 衝動, 2006
- ゆるぎないものひとつ, 2006
- SPLASH!, 2006
- FRICTION (Disponível apenas pelo i-Tunes), 2007
- 永遠の翼, 2007
- SUPER LOVE SONG, 2007 (contém como b-side a música FRICTION)
- BURN -Fumetsu no Face-, 2008
- イチブトゼンブ/DIVE, 2009
- MY LONELY TOWN, 2009
- "さよなら傷だらけの日々よ" 2011
- "Don't Wanna Lie" 2011
- "GO FOR IT, BABY -キオクの山脈-" 2012
- "有頂天" 2015
- "RED" 2015
- "声明/Still Alive" 2017

### Mini-álbuns
- Bad Communication, 1989
- Wicked Beat, 1990
- Mars, 1991
- Friends, 1992
- Friends II, 1996

### Coletânias
- B'z TV Style Songless Version, 1992
- B'z TV Style II Songless Version, 1995
- B'z The Best "Pleasure", 1998
- B'z The Best "Treasure", 1998
- B'z The "Mixture", 2000
- The Ballads ~Love & B'z~, 2002
- B'z The Best "Pleasure II", 2005
- The Complete B'z, 2005
- B'z The Best "Ultra Pleasure", 2008
- B'z The Best "Ultra Treasure", 2008

### Vídeos
- Live Ripper
- "Buzz!!" The Movie
- The true meaning of "Brotherhood"?
- Once Upon a Time in Yokohama ~B'z Live Gym'99 "Brotherhood"~
- Typhoon No.15 ~B'z Live-Gym The Final Pleasure "It's Showtime!!" in Nagisaen~
- B'z Live-Gym 2006 "Monster's Garage"
- B'z Live in Nanba
- B'z Live-Gym Hidden Pleasure 〜Typhoon No.20〜
- B'z Live-Gym Pleasure 2008 -Glory Days-